# Ocellularia bataana
Ocellularia bataana är en lavart som först beskrevs av Edvard Vainio och som fick sitt nu gällande namn av Alexander Zahlbruckner 1923. 
Ocellularia bataana ingår i släktet Ocellularia och familjen Thelotremataceae. Inga underarter finns listade i Catalogue of Life.